# 팍세 (덴마크)

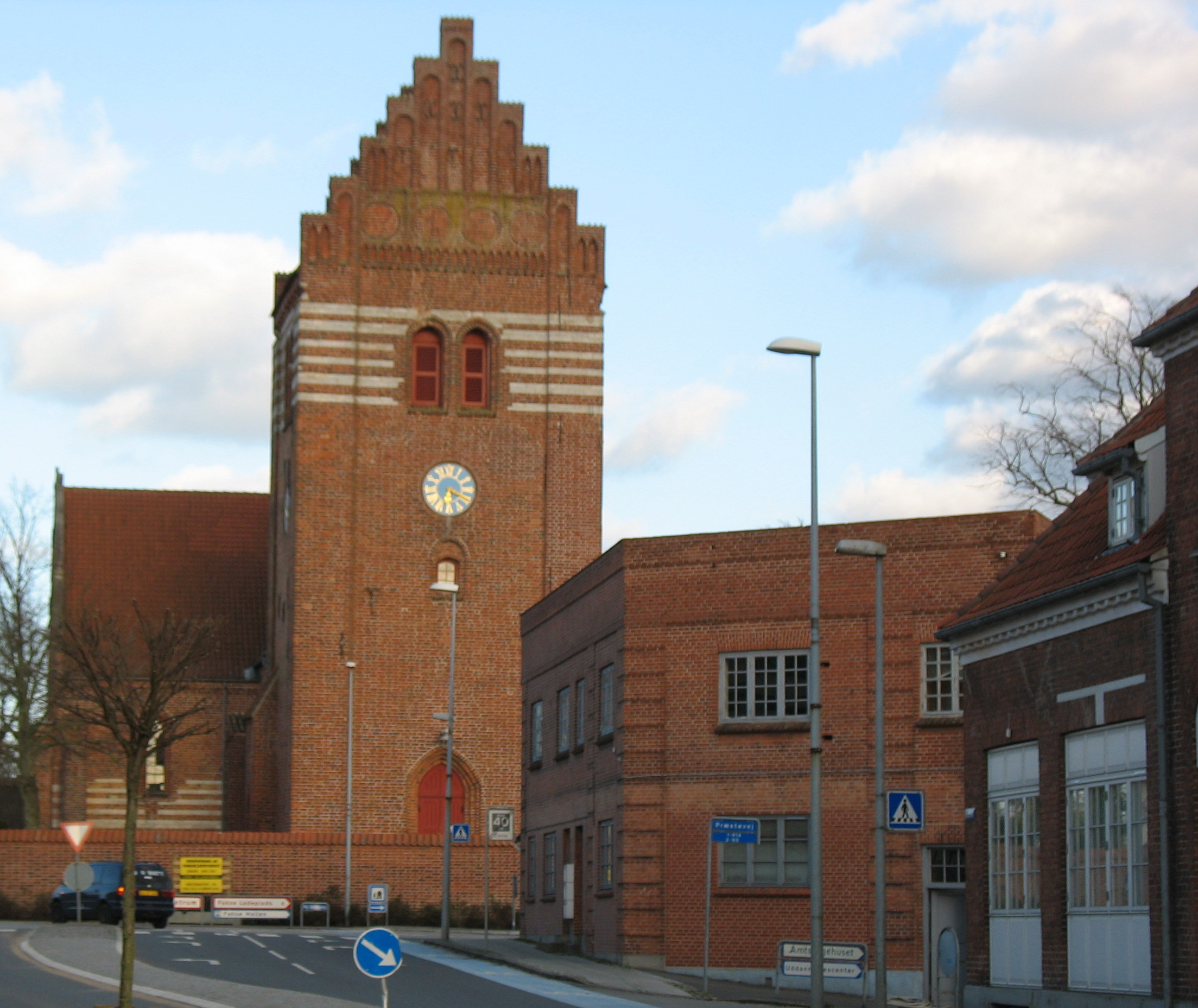
팍세 교회

팍세(덴마크어: Faxe)는 덴마크 셸란 지역에 위치한 도시로 인구는 4.165명(2020년 기준)이다. 행정 구역상으로는 팍세시에 속한다.

## 같이 보기
- 하슬레우